# Mesopolobus oeax
Mesopolobus oeax är en stekelart som först beskrevs av Walker 1847.  Mesopolobus oeax ingår i släktet Mesopolobus och familjen puppglanssteklar. Inga underarter finns listade i Catalogue of Life.